# Yosemite Valley Visitor Center
Le Yosemite Valley Visitor Center – ou simplement Valley Visitor Center ou Yosemite Visitor Center – est un office de tourisme américain à Yosemite Village, dans le comté de Mariposa, en Californie. Situé dans la vallée de Yosemite au sein du parc national de Yosemite, le bâtiment qui l'abrite a été livré dans la seconde moitié des années 1960, dans le cadre de la Mission 66. Opéré par le National Park Service, il accueille sur sa façade plusieurs plaques commémoratives, dont celle de l'inscription du parc au Patrimoine mondial.